# Liste der Stolpersteine im Landkreis Sömmerda
In der Liste der Stolpersteine im Landkreis Sömmerda enthält die Stolpersteine, die vom Kölner Künstler Gunter Demnig im thüringischen Landkreis Sömmerda verlegt wurden. Stolpersteine erinnern an das Schicksal der Menschen, die von den Nationalsozialisten ermordet, deportiert, vertrieben oder in den Suizid getrieben wurden. Sie liegen im Regelfall vor dem letzten selbst gewählten Wohnsitz des Opfers.
Die ersten Verlegungen in diesem Landkreis fanden am 15. Oktober 2011 in Buttstädt statt.

## Verlegte Stolpersteine
Die Tabellen sind teilweise sortierbar, die Grundsortierung erfolgt alphabetisch nach dem Familiennamen.

### Buttstädt
In Buttstädt wurden fünf Stolpersteine an vier Adressen verlegt. Initiiert wurden die Buttstädter Stolpersteine durch Mitglieder des Vereins Prager-Haus Apolda e. V., denen sich ein Buttstädter "Arbeitskreis Stolpersteine 2011" anschloss. Unterstützt wird das Projekt von der Stadt Buttstädt. Die ersten drei Steine wurden für verschiedene Opfer am 15. Oktober 2011 in den Gehweg der jeweiligen Wohn- bzw. Todes-Orte eingelassen. Entsprechend dem Konzept von Demnig wird in Buttstädt an alle Opfer des Faschismus erinnert: an Verfolgte und Ermordete aus politischen, religiösen und rassistischen Motiven. Es folgte eine weitere Verlegung 2013.
| Stolperstein | Inschrift | Standort                         | Name, Leben |
| ------------ | --- | -------------------------------- | --- |
|              | HIER WOHNTE JOHANNES ENKE JG. 1899 MEHRMALS VERHAFTET ZULETZT 1944 BUCHENWALD ENTLASSEN 16.9.1944 TOT AN HAFTFOLGEN 25.2.1945 | Marktstraße 4                    | Johannes Enke Eine Veröffentlichung zur Person: - Udo Wohlfeld: Das Gerücht. Ein „U-Boot“ in Buttstädt, Apolda 2011, ISBN 3-935275-19-6 Pate des Steins ist der „Arbeitskreis Stolpersteine 2011“ |
|              | HIER WOHNTE WOLFGANG FIRME JG. 1938 EINGEWIESEN 28.7.1942 LANDESHEIL-PFLEGEANSTALT LEIPZIG-DÖSEN ERMORDET 20.12.1942          | Kirchstraße 18                   | Wolfgang Firme Eine Veröffentlichung zur Person: - Horst Firme, Udo Wohlfeld: Ein Leben für vier Jahre. Euthanasie an einem Kind 1942, Apolda 2011, ISBN 3-935275-18-8 Pate des Steins ist der „Arbeitskreis Stolpersteine 2011“. In der Nacht vom 9. zum 10. November 2012 wurde der Stolperstein von Unbekannten geschändet durch Übergießen mit schwarzer Farbe. Der Bürgermeister sorgte nach den polizeilichen Feststellungen am Tatort umgehend dafür, dass der Stein wieder gereinigt wurde. Der oder die Täter wurden nicht ermittelt. |
|              | HIER WOHNTE ELSE FRIEDMANN GEB. KAHN JG. 1889 FLUCHT 1937 HOLLAND INTERNIERT WESTERBORK DEPORTIERT 1943 SOBIBOR ERMORDET      | Bahnhofstraße 19                 | Else Friedmann geb. Kahn |
|              | HIER WOHNTE LOUIS FRIEDMANN JG. 1886 FLUCHT 1937 HOLLAND INTERNIERT WESTERBORK DEPORTIERT 1943 SOBIBOR ERMORDET               | Bahnhofstraße 19                 | Louis Friedmann |
|              | HIER ÖFFENTLICH GEHENKT STANISLAW SKOLIMOWSKI JG. 1909 POLNISCHER KRIEGSGEFANGENER TOT 19.11.1940                             | Ecke Großemsener Weg/Neue Straße | Stanislaw Skolimowski Eine Veröffentlichung zur Person: - Udo Wohlfeld: Der verbotene Umgang. Ein Pole wird 1940 aufgehängt, Apolda 2011, ISBN 3-935275-17-X. Pate des Steins ist der „Arbeitskreis Stolpersteine 2011“. |

### Sömmerda
In Sömmerda wurden zwei Stolpersteine an zwei Adressen verlegt.
| Stolperstein | Inschrift | Standort                             | Name, Leben                                                                 |
| ------------ | --- | ------------------------------------ | --------------------------------------------------------------------------- |
|              | HIER WOHNTE ANNA HOHMANN GEB. STANGE JG. 1892 SEIT 1936 VERSCHIEDENE HEILANSTALTEN ‘VERLEGT’ 13.1.1941 BERNBURG ERMORDET 13.1.1941 ‘AKTION T4’ | Wenigensömmern, Vorderstraße 86 Lage | Anna Hohmann geb. Stange wurde 1892 geboren. Sie wurde Opfer der Aktion T4. |
|              | HIER WOHNTE WILHELM KARL JOHN JG. 1882 SEIT 1924 VERSCHIEDENE HEILANSTALTEN ‘VERLEGT’ 12.11.1942 HEILANSTALT HADAMAR ERMORDET 26.11.1942       | Anger 1 Lage                         | Wilhelm Karl John wurde 1882 geboren.                                       |

### Straußfurt
In der Gemeinde Straußfurt wurde ein Stolperstein verlegt. Am Tag der Verlegung feierte das Bündnis für einen toleranten Landkreis ein Toleranzfest mit einem bunten Programm.
| Stolperstein | Inschrift | Standort                 | Name, Leben |
| ------------ | --- | ------------------------ | --- |
|              | HIER WOHNTE MELITTA OPFERMANN JG. 1886 EINGEWIESEN 11.6.1937 HEILANSTALT STADTRODA NAHRUNGSENTZUG VERHUNGERT 16.9.1940 | Bahnhofstraße 7 Standort | Melitta Opfermann wurde 1886 geboren. Sie wurde am 11. Juni 1937 aufgrund einer diagnostizierten Depression in die Thüringische Landesheilanstalt in Stadtroda eingewiesen. Während des NS-Regimes galt Depression als Geistesstörung galt, deren Vererbung unbedingt unterbunden werden sollte. Dies geschah entweder durch Zwangssterilisation oder durch Auslöschung der Betroffenen, im Fall von Melitta Opfermann durch Nahrungsentzug. Die 54-jährige Frau verhungerte in der Anstalt, sie starb am 16. September 1940. Die Initiative für den Stolperstein ging von ihrer Enkeltochter aus, der Kunsttherapeutin Renate Beck, die das traurige Schicksal ihrer Großmutter recherchiert und die penibel geführten Krankenakten studiert hatte. Bericht über die „Heilanstalt Stadtroda“. stern |

## Verlegedaten
- 15. Oktober 2011: Buttstädt (Ecke Großemsener Weg/Neue Straße, Kirchstraße 18, Marktstraße 4)
- 8. Mai 2013: Buttstädt (Bahnhofstraße 19)
- 18. Juni 2015: Straußfurt
- 4. Mai 2016: Sömmerda